# Remlinger Eierlauf
Der Traditionelle Remlinger Eierlauf ist eine Brauchtumsveranstaltung, die seit 1738 in Remlingen (Unterfranken) stattfindet.

## Geschichte
Der Eierlauf wurde 1738 von Gräfin Dorothea Renata von Castell-Remlingen, deren Geschlecht damals in Remlingen regierte, ins Leben gerufen. Im 18. und 19. Jahrhundert hatte jeder Bauer und Geschäftsmann die Pflicht, den sog. Zehnten, also den zehnten Teil des produzierten Hab und Gutes dem örtlich regierenden Grafen oder Fürsten zu übergeben. Die Gräfin Dorothea Renata verzichtete auf die Hubeier (Teil des Zehnts, den die Bauern beim örtlichen Herrscher abliefern mussten) und übergab diese der Dorfjugend. Der Verzicht auf die Eier war mit dem Auftrag verbunden, am Ostermontag Feierlichkeiten zu veranstalten. Die jungen Burschen des Dorfes entwickelten daraus ein Volksfest, in dessen Mittelpunkt ein Wettkampf – der Eierlauf – stand.

## Ablauf
Am Morgen des Ostermontag treffen sich die jungen, unbescholtenen Burschen des Dorfes am Marktplatz. Sie laufen nun in Gruppen von etwa 10 Personen los, um im Dorf zu sammeln, d. h., sie gehen von Haus zu Haus und bitten die Bewohner um eine Gabe. Bei den Spenden der Dorfbewohner handelt es sich meist um Eier (die später für den Wettkampf verwendet werden), Getränke, Geld oder eine Brotzeit. Das Sammeln zieht sich den Vormittag über hin und schließt mit einer Eiermahlzeit in einem Gasthaus ab.
Im Anschluss treffen sich alle Burschen am Schafhof (neben dem Marktplatz ein zentraler Platz des Ortes) und ziehen mit Begleitung einer Musikkapelle und unter den Augen von Zuschauern zum Marktplatz. Hier werden nun die zwei Wettkämpfer (ein Läufer und ein Sammler) mittels Losentscheid ausgewählt. Im Anschluss daran zieht der Festzug weiter zum Zehntberg, wo sich der Sportplatz befindet, auf dem der Eierlauf stattfindet.
Auf dem Sportplatz angekommen, hat der Läufer die Aufgabe, zu einem rund 2,1 km entfernten Stein und wieder zurück zu rennen. Der Sammler muss währenddessen 75 Eier einsammeln, die in einer Linie, im Abstand von 2 Fuß (überliefertes Maß, entspricht etwa 62 cm) ausgelegt sind. Diese Eier muss der Sammler, angefangen beim am weitesten entfernten, einzeln aufheben und in einen Korb werfen, der am Ausgangspunkt steht.
Sieger des Wettkampfes ist derjenige, der seine Aufgabe als Erstes erfüllt hat. Als Belohnung für seine Mühen hat er den ganzen Tag zechfrei.

## Regeln
Es gibt neben den Wettkampfvorschriften einige Regeln, die beachtet werden müssen. Diese wurden von einer Generation zur Nächsten weitergegeben oder haben sich im Laufe der Zeit entwickelt:
- Teilnehmen dürfen nur unbescholtene (= nicht vorbestrafte) und unverheiratete männliche Bewohner des Dorfes ab 16 Jahren. Zum ersten Mal Teilnehmende werden als Hasen bezeichnet.
- Der Eierlauf muss jedes Jahr stattfinden. Eine einmalige Unterbrechung hat zur Folge, dass er nicht mehr ausgetragen werden darf. (Ausnahme waren die beiden Weltkriege)
- Das Dorf ist beim vormittäglichen Sammeln in Viertel unterteilt. Jeder wird bei erstmaliger Teilnahme einem solchen zugewiesen und sammelt in der Regel jedes Jahr auch im selben Viertel. Der Teilnehmer darf nicht in dem Viertel sammeln, in dem er wohnt. Außerdem sollten wenn möglich keine Brüder zusammen sammeln.
- Läufer und Sammler bekommen zur besseren Erkennung Schärpen umgehängt: Der Läufer erhält eine blau-weiße Schärpe und der Sammler eine rot-weiße.

## Erklärungen, Rituale und sonstige Besonderheiten
- Der Eierlauf wird vom sogenannten Eierlaufsbürgermeister und einem 4–5-köpfigen Gremium organisiert. Diese werden jährlich in einer Versammlung von den Burschen gewählt
- Bei den Vierteln im Dorf handelt es sich um das „Greußen-Viertel“ (benannt nach dem Nachbarort Greußenheim), das „Köhlerviertel“ (benannt nach gleichnamiger Familie), das „Schwarze Viertel“ und das „Zehntbergviertel“ (in der Regel nach der örtlichen Dialektbezeichnung „Zamberri“ genannt). Das Schwarze Viertel wurde in den neunziger Jahren aufgrund seiner Ausdehnung nochmal unterteilt und hat nun noch eine „Yankee-Hälfte“ (so genannt, weil in diesem Teil des Dorfes damals überwiegend US-Amerikaner lebten).
- Beim Umzug zum Festgelände wird von der Kapelle traditionell der Fehrbelliner Reitermarsch gespielt. Dieser wird von Gesängen und Schreien begleitet.
- Während des gesamten Tages haben die Burschen eine Birkenrute bei sich, die vorher geflochten und mit Bändern geschmückt wird.
- Ziel des Läufers ist ein behauener Stein, der an der Kreisstraße in Richtung Birkenfeld steht. Der Läufer muss ein Ei, welches er mit sich getragen hat auf diesem Stein zerschlagen. In früheren Zeiten stand an gleicher Stelle ein Bildstock.
- Nach dem Wettkampf kann man neben einer „normalen“ Maß Bier auch eine Eiermaß bestellen, die zubereitet wird, indem man eine gewünschte Anzahl an Eiern in eine Maß Bier schlägt und das Ganze mit einer Eierlaufsrute verrührt.
- Während des Sammelns am Vormittag werden gelegentlich auch rohe Eier ausgetrunken, besonders von den Hasen.

Der Remlinger Eierlauf ist in seiner Art und Weise einzigartig. Auch in der ferneren Umgebung gibt es keine vergleichbare Tradition. Lediglich aus Teilen der Schweiz (Eierleset) sowie einzelnen Orten in West- und Norddeutschland sind Bräuche bekannt, die dem Remlinger Eierlauf ähneln, aber möglicherweise andere Ursprünge haben. Die Parallelen im Eierlaufs-Brauchtum führten zu einer Partnerschaft von Remlingen mit der Gemeinde Effingen, Kanton Aargau in der Schweiz. Bereits seit 1992 gab es freundschaftliche Verbindungen zwischen den Teilnehmern sowie Veranstaltern des Effinger Eierleset und des Remlinger Eierlaufs. Diese verfestigten sich im Laufe der Jahre durch gegenseitige Besuche und am 15. Juli 2007 wurde dann auch auf politischer Ebene eine Partnerschaft geschlossen.